# Teatao Teannaki
Teatao Teannaki (Abaiang, 1936. – Betio, 11. listopada 2016.) bio je političar i diplomat, drugi predsjednik otočne države Kiribati.

## Životopis
Rođen je na otoku Abaiangu 1936. godine, gdje je pohađao osnovnu i srednju školu.
Političku karijeru započinje u Skupštinskom domu. Između 1979. i 1991. godine vršio je dužnost potpredsjednika države u vladi Ieremie Tabaija. Tijekom 1987. godine služio je mandat Ministra unutarnjih poslova, nakon čega je do 1991. godine bio i Ministar financija. Na predsjedničkim izborima 1991. godine odnosi pobjedu i zajedno sa suradnicima iz Nacionalne progresivne stranke sastavlja vladu. 
Predsjednički mandat obnašao je između 1991. i 1994. godine. Prve dvije godine mandata bio je i Ministar vanjskih poslova. Na izborima 1994. godine porazio ga je Teburoro Tito.
Nakon predsjedništva, do 2015. godine radio je u državnoj diplomaciji, nakon čega se ponovno aktivira u stranci. U novoj vladi, između veljače i listopada 2016. godine, obnašao je dužnost predsjednika Skupštinskog doma.
Umro je 11. listopada 2016. godine od srčanog udara u Betiu, u 80. godini života.

## Vanjske poveznice
- David R. James, Politika Kiribatija i kleveta: slučaj Teannakija protiv Tita (engl.), Sveučilište južnog Pacifika, (pristupljeno 17. veljače 2017.)